# Axel Clerget
Pour les articles homonymes, voir Clerget.
Axel Clerget est un judoka français né le 28 février 1987 à Saint-Dizier (Haute-Marne). Il est membre de l’équipe de France de judo, 6eme Dan. Licencié au club de Sucy Judo (94), il évolue à l'Institut national du sport, de l'expertise et de la performance. Il travaille également comme kinésithérapeute au Centre de rééducation fonctionnelle de Villiers-sur-Marne du Groupe SOS.
Il a remporté le titre de Champion du monde par équipes en 2011 à Paris (Bercy) et deux médailles de bronze aux championnats du monde individuel 2018 et 2019. Il est devenu champion de France par équipes en 2015 et 2018 avec l’équipe du Sucy Judo. Aux Jeux olympiques d'été de 2020, il remporte le titre par équipes mixte.

## Biographie

### Famille
Axel Clerget est issu d'une famille de judoka. La famille rassemble 23 dan.
Son père, Francis Clerget, est 7e Dan et ancien membre de l'Institut national du sport, de l'expertise et de la performance (INSEP). Il a été sélectionné à deux reprises en équipe de France et il est aujourd’hui professeur de judo au sein du club de Marnaval Saint-Dizier, une des écoles de l’élite.
Sa mère Agnès 3e dan et sa sœur Chloé, 4e Dan sont également des judokas aguerries. Cette dernière ayant acquis le titre de vice championne de France cadette.
Enfin, Arthur, son frère cadet 3e dan, est champion de France Universitaire et Senior en 2015.

### Début de carrière
Axel a grandi à Saint-Dizier en Haute Marne. Poussé par ses parents qui l’ont initié à plusieurs disciplines sportives, il excelle dans son enfance aussi bien dans la course à pied que dans le judo. Sa morphologie le pousse à choisir le judo.
Il se concentre ainsi sur le judo et poursuit la compétition dans son club, le Judo Club Marnaval Saint-Dizier, où il reste licencié plus de 22 ans. Il quitte le club en 2014 à l'âge de 27 ans.
A 16 ans, en cadet, il est premier du classement National, mais il n’obtient pas de prix aux Championnats de France.

### Carrière en Équipe de France
Axel Clerget intègre l’INSEP à l’âge de 19 ans.
Au moment de son intégration dans l’équipe de France Junior il obtient ses premiers titres français et internationaux. En 2005 il est vice champion de France UNSS (Union Nationale du Sport Scolaire) et termine 2e du tournoi de France qui se déroule à Lyon.
En 2006, il réalise un joli triplé sur le territoire français en devenant Champion de France UNSS, Champion de France Fédéral et vainqueur du Tournoi International Junior de Lyon. Il est également 3e aux championnats du Monde Junior à Saint-Domingue. Il fait alors partie de la génération "dorée" du Judo français avec Teddy Riner, Ugo Legrand, Cyrille Maret, Hervé Fichot et Mickael Remilien.
Il intègre l’équipe de France sénior pour les championnats d'Europe par équipe 2007 dans la catégorie -81 kg. Il devient alors Vice champion d'Europe par équipe en 2007 et se classe 3e aux championnats de France en 2008. Lors de cette intégration chez les séniors Axel obtient deux médailles de bronze aux Championnats d'Europe Espoir (- 23 ans) en 2007 et 2008.
En 2009, il termine à la troisième place du Tournoi de Paris ainsi et cinquième au Championnat d'Europe de Tbilissi. Dans ces deux compétitions il devient demi-finaliste.
En 2010, il participe au Master (Suwom, Corée du Sud), compétition qui voit s’affronter les 16 meilleurs mondiaux, où il atteint la Finale. Il s'agit d'une très bonne performance car il est le seul français, avec Teddy Riner, à avoir été finaliste de cette compétition.
5e au Tournoi de Paris et 5e du Grand Chelem de Rio, Axel Clerget remporte surtout en 2011 la World Cup de Liverpool et devient Champion du monde à Paris avec l’Équipe de France.
En 2012, il est de-nouveau 5e du Tournoi de Paris. Qualifié pour les JO de Londres en - 81 kg il ne sera pas sélectionné dans l'équipe de France qui partira à Londres. Il fait alors le choix de monter dans la catégorie des - 90 kg et se classe 3e des Championnats de France de la catégorie.
En 2013, Axel Clerget est sélectionné pour les Championnats d'Europe et du Monde par équipe. Il se classe par ailleurs 3e des Jeux Méditerranéens. Blessé une bonne partie de l'année 2014, Axel Clerget arrive tout de même à remporter le World Cup de Casablanca et il devient également Vice-Champion de France.
2015 est une année importante et réussie pour l’athlète. Il remporte deux Coupe d'Europe (Sarajevo et Orenbourg), une Coupe du monde (Minsk) et se classe 2e du Grand Prix de Jeju. Il devient aussi Champion de France avec son équipe du Sucy judo. C'est la première fois en huit ans que le club de Judo de Levallois est battu à ce stade de la compétition. Il devient également cette année le porte drapeau de la délégation française aux Universiades, les jeux mondiaux universitaires.

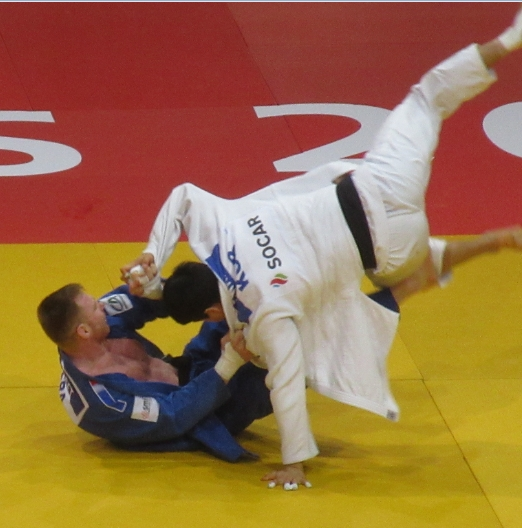
Ippon d'Axel Clerget sur Kenta Nagasawa au Grand Slam de Paris 2018.

Il est médaillé d'argent dans la catégorie des moins de 90 kg aux Championnats d'Europe de judo 2017 à Varsovie.
Aux Championnats du monde de judo 2018, il remporte la médaille d'argent par équipe mixte.
Il termine 3e des championnats du monde 2018, remportant ainsi sa première médaille à ce niveau,. Il est également médaillé de bronze en 2019.
Il dispute les championnats d'Europe 2020 quelque semaines après avoir été blessé aux adducteurs.
Clerget, une nouvelle fois gêné aux adducteurs, doit renoncer à participer aux championnats du monde 2021.
Lors des Jeux olympiques d'été de 2020, il remporte la médaille d'or par équipe mixte.
Il participe en novembre 2023 aux championnats d'Europe disputés à Montpellier.
Non sélectionné pour les Jeux olympiques de Paris 2024, il l'est en revanche pour les championnats d'Europe disputés en avril 2024. Une blessure à un pied le contraint cependant au forfait.
Clerget est surnommé « Langouste » en rapport avec ses aptitudes dans le combat au sol.

### Vie personnelle
En parallèle de sa carrière sportive, Axel Clerget attache beaucoup d’importance à son projet professionnel. En effet entre 2007 et 2014, à l'école de Saint-Maurice, il passe et obtient son Diplôme d’Etat de Masseur Kinésithérapeute.
Il poursuit ensuite une formation de kinésithérapeute du sport à l'INSEP et au sein de la formation Kinesport. Il a aussi débuté en octobre 2015 une formation de BP JEPES option Judo pour devenir professeur de judo.

## Palmarès

### Tableau des médailles
| Année | Compétition                           | Lieu                | Résultat | Catégorie         |
| ----- | ------------------------------------- | ------------------- | -------- | ----------------- |
| 2024  | Championnats du monde                 | Abou Dabi           | 2e       | Par équipes mixte |
| 2021  | Jeux olympiques                       | Tokyo               | 1er      | Par équipes mixte |
| 2020  | Grand Chelem                          | Paris               | 3e       | -90 kg            |
| 2019  | Coupe d'Europe des clubs              | Odivelas            | 2e       | Par équipes       |
| 2019  | Championnats du monde                 | Tokyo               | 3e       | Par équipes mixte |
| 2019  | Championnats du monde                 | Tokyo               | 3e       | -90 kg            |
| 2019  | Jeux européens                        | Minsk               | 3e       | Par équipes mixte |
| 2019  | GP Tel-Aviv                           | Tel-Aviv            | 1er      | -90 kg            |
| 2018  | Championnats du monde                 | Bakou               | 2e       | Par équipes mixte |
| 2018  | Championnats du monde                 | Bakou               | 3e       | -90 kg            |
| 2018  | Grand Chelem                          | Paris               | 3e       | -90 kg            |
| 2018  | Championnats de France                | Bourges             | 1er      | Par équipes       |
| 2017  | Championnats du monde                 | Budapest            | 3e       | Par équipes mixte |
| 2017  | Championnats d'Europe                 | Varsovie            | 2e       | -90 kg            |
| 2017  | Grand Chelem                          | Paris               | 2e       | -90 kg            |
| 2017  | Tournoi Open                          | Lisbonne            | 1er      | -90 kg            |
| 2016  | Grand Chelem                          | Tokyo               | 2e       | -90 kg            |
| 2016  | Grand Chelem                          | Abou Dabi           | 2e       | -90 kg            |
| 2016  | Masters                               | Guadalajara         | 5e       | -90 kg            |
| 2016  | Grand Prix                            | Almaty              | 1er      | -90 kg            |
| 2016  | Grand Chelem                          | Bakou               | 3e       | -90 kg            |
| 2015  | Grand Prix                            | Jeju                | 2e       | -90 kg            |
| 2015  | Coupe du Monde                        | Minsk               | 1er      | -90 kg            |
| 2015  | Championnats de France Universitaires | Amiens              | 1er      | -90 kg            |
| 2015  | Coupe d'Europe                        | Orenbourg           | 1er      | -90 kg            |
| 2015  | Coupe d'Europe                        | Sarajevo            | 1er      | -90 kg            |
| 2015  | Championnats de France                | Toulouse            | 1er      | Par équipes       |
| 2014  | Championnats de France                | Villebon-sur-Yvette | 2e       | -90 kg            |
| 2014  | Coupe du monde                        | Casablanca          | 1er      | -90 kg            |
| 2013  | Jeux méditerranéens                   | Mersin              | 3e       | -90 kg            |
| 2012  | Championnats de France                | Paris               | 3e       | -90 kg            |
| 2011  | Championnats du monde                 | Paris               | 1er      | Par équipes       |
| 2011  | Championnats de France                | Liévin              | 3e       | -81 kg            |
| 2011  | Coupe du monde                        | Liverpool           | 1er      | -81 kg            |
| 2010  | Championnats de France                | Paris               | 3e       | -81 kg            |
| 2010  | Masters                               | Suwon               | 2e       | -81 kg            |
| 2009  | Championnats de France                | Paris               | 3e       | -81 kg            |
| 2009  | Grand Chelem                          | Paris               | 3e       | -81 kg            |
| 2008  | Coupe d'Europe                        | Lucerne             | 3e       | -81 kg            |
| 2008  | Championnats d'Europe -23 ans         | Zagreb              | 3e       | -81 kg            |
| 2008  | Championnats de France Universitaires | Orléans             | 1er      | -81 kg            |
| 2007  | Championnats d'Europe -23 ans         | Salzbourg           | 3e       | -81 kg            |
| 2006  | Championnats du monde Juniors         | Saint-Domingue      | 3e       | -81 kg            |
| 2006  | Championnats de France Juniors        | Paris               | 1er      | -81 kg            |
| 2006  | Championnats de France Juniors UNSS   | Montpellier         | 1er      | -81 kg            |
| 2005  | Championnats de France Juniors UNSS   | Paris               | 2e       | -81 kg            |

## Décorations
- Chevalier de la Légion d'honneur (2021)[23]